# Amauronyx
Amauronyx är ett släkte av skalbaggar som beskrevs av Edmund Reitter 1881. Amauronyx ingår i familjen kortvingar.
Släktet innehåller bara arten Amauronyx maerkelii.